# Biblioteca di Studio Uno
Biblioteca di Studio Uno è una serie televisiva antologica trasmessa sul Programma Nazionale della Rai in otto puntate, della durata di circa sessanta/ottanta minuti, fra il 15 febbraio e il 18 aprile 1964.

## Spin offdiStudio Uno
Il programma, girato in bianco e nero, e coreografato da Gino Landi (primi ballerini Paolo Gozlino ed Elena Sedlak), costituiva una sorta di spin off del varietà del sabato sera Studio Uno e, come quello, era programmato nella serata che, negli anni sessanta veniva tradizionalmente dedicata dall'allora Programma Nazionale all'intrattenimento leggero.
Protagonisti della trasmissione - a metà strada fra il varietà, appunto, l'operetta e la fiction televisiva - erano i componenti del Quartetto Cetra che venivano affiancati, volta per volta, da celebri attori di teatro e di cinema (fra gli altri Gino Cervi, Alberto Lupo, Paolo Panelli, Walter Chiari, Sandra Mondaini e Gino Bramieri) impegnati nella parodia di note opere della letteratura, molte delle quali oggetto successivamente di riduzioni in sceneggiato televisivo. Fra gli interpreti fissi vi era l'attrice Grazia Maria Spina nel ruolo della dicitrice che apriva e chiudeva ogni trasmissione.
Autori dei testi erano i medesimi di Studio Uno - il regista Antonello Falqui, Guido Sacerdote, Dino Verde e gli stessi Cetra; la direzione musicale era affidata al maestro Bruno Canfora.
Era prevista anche una puntata con la parodia de I promessi sposi, che non venne realizzata per il veto della Rai, la quale non voleva danneggiare lo sceneggiato che Sandro Bolchi stava realizzando in quel periodo. Soltanto nel 1985 i Cetra avrebbero portato a termine la parodia del testo manzoniano, in occasione del varietà televisivo Al Paradise, sempre diretto da Antonello Falqui.

## Varietà in versionekolossal
Si trattava - in accordo con quanto riporta l'Enciclopedia della televisione - del primo esperimento di "rivista in versione kolossal" della televisione italiana. Mastodontico era, infatti, l'impiego di attori e strutture scenografiche interne allo Studio 1 di via Teulada, a Roma: centosessanta fra attori e cantanti oltre a millecinquecento comparse e quattrocento canzoni appositamente riadattate nel testo in funzione degli sketch che costituivano l'ossatura del programma.
Gli adattamenti erano caratterizzati dal perfetto rispetto della metrica e dalle soluzioni più fantasiose: a titolo di esempio si ricorda Nilla Pizzi che interpretando la Regina Anna nella parodia dei Tre moschettieri cantava «Son qui - trattengo il mio respir - e piango sulla federa...» anziché «Son qui - tra le tue braccia amor - avvinta come l'edera» dalla nota canzone L'edera, portata al successo proprio dalla Pizzi.
Un analogo procedimento sarà poi adottato da altri artisti della televisione, come ad esempio il Trio (Massimo Lopez-Tullio Solenghi-Anna Marchesini) nella versione riveduta e corretta della manzoniana I promessi sposi e da Marco Columbro e Lorella Cuccarini per un segmento delle edizioni di Buona Domenica da loro condotte, andate in onda tra il 1991 ed il 1993.

## Le parodie
Questi i titoli delle parodie portate sul piccolo schermo e la composizione dei cast (Grazia Maria Spina appare in tutte le puntate nel ruolo della dicitrice):
| Titolo della puntata                                                                  | Autore originale       | Interpreti principali e personaggi |
| ------------------------------------------------------------------------------------- | ---------------------- | --- |
| Il conte di Montecristo dal romanzo omonimo                                           | Alexandre Dumas        | Antonio Virgilio Savona (Edmond Dantès); Lucia Mannucci (Mercedes); Tata Giacobetti (Fernando); Felice Chiusano (Villefort); Lina Volonghi (moglie di Villefort); Franco Volpi (Danglars); Gabriele Antonini (Alberto Ortega); Walter Chiari (Abate Faria); Antonella Lualdi (la schiava turca Haydée); Renato Tagliani (ufficiale di polizia); Sergio Bruni (Morrel); Elena Sedlak (la tesoriera); Alfredo Bianchini (il servo turco Alì); Enrico Urbini (l'ispettore di Stato); Bruno Smith (il sacerdote); Augusto Caverzasio (l'oste); Ugo Maria Morosi (primo strillone); Bruno Alecci (secondo strillone). Bice Valori (la figlia di Villefort). |
| Il fornaretto di Venezia da Il fornaretto                                             | Francesco Dall'Ongaro  | Antonio Virgilio Savona (Lorenzo Barbo); Lelio Luttazzi (Messer Alvise Guaro); Carlo Campanini (Marco Tasca); Tata Giacobetti (Pietro Tasca); Sandra Mondaini (Annella); Lucia Mannucci (Clemenza); Lauretta Masiero (Sofia Zeno); Gloria Christian (Francesca Gandolin); Gianni Agus (Alfonso Vendramin); Enrico Viarisio (il Doge); Maurizio Arena (il bettoliere); Felice Chiusano (Bondumier); Raimondo Vianello (Tiziano - Tintoretto); Pamela Tudor (Fiammetta Vendramin); Gino Ravazzini (Lionello); Mario Valdemarin (Maso Visentin); Bruno Smith (il Cancelliere); Augusto Caverzasio (la guardia del Doge); Enrico Urbini (il capo delle guardie). |
| I tre moschettieri                                                                    | Alexandre Dumas        | Alberto Lupo (D'Artagnan); Antonio Virgilio Savona (Athos); Felice Chiusano (Porthos); Tata Giacobetti (Aramis); Lucia Mannucci (Milady); Gloria Paul (un'amica di Milady); Gino Cervi (Il cardinale di Richelieu); Claudio Villa (Re Luigi XIII); Nilla Pizzi (la regina Anna); Vittorio Congia (il signore di Treville); Francesco Mulè (il capo delle guardie Jussac); Nicola Arigliano (Rochefort); Jenny Luna (la dama della regina, Costanza); Memmo Carotenuto (il duca di Buckingham); Lino Banfi (il valletto del duca di Buckingham); Aurelio Fierro (il padre di D'Artagnan); Anna Campori (la madre di D'Artagnan); Riccardo Billi (l'oste del cantinone); Enrico Urbini (l'avventore); Elena Sedlak (la taverniera); Bruno Smith (primo lacchè del re); Augusto Caverzasio (secondo lacchè del re); Giorgio Favretto (un valletto del re); Mauro Bosco (un valletto del cardinale); Sergio Dionisi (un valletto del duca); Sandro Dori (una guardia del cardinale). |
| Il dottor Jeckill e mister Hide da Lo strano caso del dottor Jekyll e del signor Hyde | Robert Louis Stevenson | Antonio Virgilio Savona (il Dottor Jeckill / Mister Hide); Felice Chiusano (dottor Osborne); Lucia Mannucci (Jane Osborne); Tata Giacobetti (l'avvocato Utterson); Lia Zoppelli (Patricia Utterson); Paolo Ferrari (il dottor Lanyon); Ernesto Calindri (il maggiordomo Paolo); Valeria Fabrizi (Margie); Gino Bramieri (l'ispettore di Scotland Yard); Silvio Noto (il sergente di Scotland Yard); Gloria Paul (una poliziotta di Scotland Yard); Rossella Como (la bambina); Anna Campori (la madre); Walter Marcheselli (l'imbonitore); Elena Sedlak (il "Male"); Noris Fiorina (il "Bene"). |
| La storia di Rossella O'Hara da Via col vento                                         | Margaret Mitchell      | Lucia Mannucci (Rossella O'Hara); Tata Giacobetti (Ashley Wilkes); Felice Chiusano (Gerald O'Hara); Antonio Virgilio Savona (Rhett Butler); Marina Bonfigli (Melania Hamilton); Umberto Orsini (Brent Tarleton); Corrado Pani (Stuart Tarleton); The Peters Sisters (le governanti); John Kitzmiller (Sam); Gisella Sofio (Susele O'Hara); Bruna Lelli (Carolina O'Hara); Anna Campori (Elena O'Hara); Wilma De Angelis (Lidia Wilkes); Bruno Martino (Charlie Hamilton); Valeria Fabrizi (Bella Watling); Enzo Garinei (l'esattore); Enrico Luzi (il dottor Meade); Piero Gerlini (Frank Kenneth); Bruno Smith (l'ufficiale nordista); Don Powell (un piantatore di cotone); Mino Doro (John Wilkes); Elena Sedlak (la "girl"). |
| La primula rossa                                                                      | Emma Orczy             | Tata Giacobetti (Sir Percy Blakeley); Lucia Mannucci (Margaret Blakeley); Antonio Virgilio Savona (Armando di Saint Just); Felice Chiusano (Chauvelin); Renato Rascel (Robespierre); Carlo Campanini (il sergente Ribot); Carlo Dapporto (un nobiluomo); Renata Mauro (una nobildonna); Giuseppe Porelli (Lord Anthony); Nunzio Filogamo (Sir Andrea); Silvio Gigli (Re Luigi XVI); Nietta Zocchi (la regina Maria Antonietta); Ave Ninchi (la contessa di Tournay); Antonio Venturi (il visconte di Tournay); Elsa Vazzoler (la Viscontessa di Saint Cyr); Marisa Bartoli (una duchessina); Gilberto Mazzi (un conte); Deddi Savagnone (una contessa); Giorgio Favretto (un visconte); Antonella Della Porta (una viscontessa); Delia D'Alberti (Suzanne); Gianni Meccia (il carrettiere); Enrico Urbini (un soldato di Napoleone); Mimmo Poli (un carceriere); Augusto Caverzasio (un oste); Liana Trouché (la figlia dell'oste).                                              |
| Al Grand Hotel da Grand Hotel dal romanzo di Vicki Baum                               | Edmund Goulding        | Lucia Mannucci (Madame Gruzinskaja); Tata Giacobetti (Michael Brighton); Antonio Virgilio Savona (l'impiegato Joseph Green); Felice Chiusano (l'industriale Hans Preysing); Gino Bramieri (il portiere capo Harold); Mercedes Brignone (Olga); Bruno Canfora (nella parte di sé stesso, direttore d'orchestra); Carlo Croccolo (il direttore Martin); Giustino Durano (Al Jolson); Riccardo Garrone (Billy Angelo); Renata Mauro (Flemmy Feeling); Carla Mignone "Milly" (nella parte di sé stessa, la cantante); Renzo Palmer (Pimenoff); Cesare Polacco (l'ispettore di polizia); Nini Rosso (il pascià); Elena Sedlak (Dolly Caramel); Emilio Pericoli (primo affarista); Alberto Rabagliati (secondo affarista); Enrico Urbini (terzo affarista); Franco Scandurra (il dottore); Don Powell (il pianista del night-club); Augusto Caverzasio (il direttore dell'ufficio postale).                                                                                            |
| Odissea dall'omonimo poema                                                            | Omero                  | Felice Chiusano (Ulisse); Lucia Mannucci (Penelope); Tata Giacobetti (Telemaco); Antonio Virgilio Savona (Antinoo); Mara Berni (Venere); Alberto Bonucci (Ettore della Giovenca); Augusto Caverzasio (il sacerdote di Apollo); Carlo Cesarini da Senigallia (scenografo, nella parte di Nettuno); Fausto Cigliano (l'aedo); Umberto D'Orsi (Zeus); Giustino Durano (Mercurio); Giorgio Favretto (Apollo); Gemelle Kessler (le sirene); Corrado Lojacono (Polifemo); Anna Maestri (Atena); Achille Millo (Tiresia); Milva (Calipso); Sandra Mondaini (Nausicaa); Paolo Panelli (Alcinoo); Maria Pirani Ricci (Euriclea); Vinicio Sofia (Melanzio, servo di Antinoo); Elena Sedlak (Circe); Enzo Turco (Euriloco). |